# Kenow Mountain
Kenow Mountain är ett berg i Kanada.   Det ligger i provinsen British Columbia, i den södra delen av landet, 2 900 km väster om huvudstaden Ottawa. Toppen på Kenow Mountain är 2 697 meter över havet.
Terrängen runt Kenow Mountain är kuperad norrut, men söderut är den bergig.Trakten runt Kenow Mountain är nära nog obefolkad, med mindre än två invånare per kvadratkilometer.. Det finns inga samhällen i närheten.
I omgivningarna runt Kenow Mountain växer i huvudsak barrskog.